# مسلة أبي شيمو
مسلة أبي شيمو هي مسلة من الحجر الجيري طولها 1.25 متر مخصصة للملك الفينيقي أبي شيمو الأول ملك بيبلوس. المسلة مزخرفة بخطين من الكتابة الهيروغليفية المصرية. تم إنشاؤها عام 1800 قبل الميلاد، واكتشفها موريس دوناند في الخمسينيات من القرن الماضي في معبد المسلات. إنها ثالث أقدم مسلة في العالم، وهي أقدم مسلة تم العثور عليها خارج مصر.
على الرغم من أن المسلة لا تزيد عن اثنتي عشرة كلمة، إلا أنها تحتوي على:
- اسم أحد أقدم ملوك بيبلوس المعروف، أبي شيمو الأول
- أقدم وصف لمجموعة عرقية تم اعتبارها لاحقًا من بين شعوب البحر، والتي تمت ترجمتها بحروف صوتية كوكونيس، ابن لوكا "(في تحليل شعوب البحر، تم اقتراح ليقيا على أنها" ليقينس").
- إشارة إلى «حري شف»، التي اعتبرها دوناند الاسم المصري للمعبود الكنعاني رشف، ومن ثم إعطاء الاسم البديل «معبد رشف» لمعبد المسلات

المسلة هي المثال الوحيد للمسلة الكاملة ذات الهرم الحقيقي الموجودة في معبد المسلات. وكان معظم الآخرين من شواهد خشنة. وتتكون من قاعدة مربعة في الأسفل، وعمود مستدق، وهرم في أعلاها.